# Tramea phaeoneura
Tramea phaeoneura – gatunek ważki z rodziny ważkowatych (Libellulidae).